# المسترع (حزم العدين)

تعديل مصدري - تعديل

المسترع محلة تابعة لقرية البشمة، التابعة لعزلة الاحكوم بمديرية حزم العدين إحدى مديريات محافظة إب في الجمهورية اليمنية، بلغ تعداد سكانها 70 حسب تعداد اليمن لعام 2004.